# Cerastium uniflorum
Cerastium uniflorum là loài thực vật có hoa thuộc họ Cẩm chướng. Loài này được Clairv. mô tả khoa học đầu tiên năm 1811.